# Yelü Chucai
Yelü Chucai (mong. Urtu Saqal – długa broda) (ur. 1189, zm. 1243) – chiński i mongolski urzędnik, poeta i astrolog, współtwórca administracji imperium mongolskiego.

## Pochodzenie i młodość
Yelü był potomkiem kitańskiej rodziny królewskiej. Otrzymał dobre wykształcenie w duchu konfucjańskim, był astrologiem i poetą.

## Na dworzeCzyngis-chana
Po mongolskiej inwazji na Chiny związał się z dworem Czyngis-chana. Początkowo przede wszystkim jako astrolog i wróżbita. Zdobył sobie mocną pozycję dzięki trafnym i pozytywnym przepowiedniom. Miał przewidzieć min.: zwycięstwo nad Chorezmem (znakiem je zapowiadającym był jego zdaniem śnieg który spadł w lecie 1219 przed wyprawą), śmierć sułtana Muhammada (tu znakiem był piorun w zimie), czy zmianę władzy w państwie Dżurdżenów w 1222 roku (na podstawie zaobserwowanej komety).

## Działalność administracyjna
Prawdziwą władzę zdobył dopiero za rządów Ugedeja, następcy Czyngis-chana. Gdy na kurułtaju w 1229 roku padła propozycja wymordowania ludności z podbitych terytoriów chińskich, jako nie przynoszącej żadnych zysków państwu i wykorzystania jej ziemi jako pastwisk, Yelü szybko przedstawił wyliczenia, wedle których z ziem tych można uzyskać rocznie: 500 tysięcy liangów srebra, 80 tysięcy sztuk jedwabiu i 400 tysięcy miar ziarna (podobnie uratuje później w 1233 roku ludność zdobytego Kaifengu wyliczając zyski, jakie jego mieszkańcy, przyniosą państwu żywi). Ugedej powierzył wówczas Yelü administrację podbitej części Chin mianując go Zhongshu Lingiem (kierownikiem Wielkiego Cesarskiego Sekretariatu). Już w 1231 dochód roczny z chińskich podatków osiągnął zapowiedzianą przez niego wysokość. Dzięki tej skuteczności według rad Yelü, choć oficjalnie, wciąż był jedynie urzędnikiem chińskim, zreformowano system podatkowy całego imperium.

### System Yelü w Chinach
Chiny zostały podzielone na 10 okręgów administracyjnych. Administracja podatkowa była niezależna od wojskowej. Podstawowym podatkiem był podatek pogłówny (którego nie płaciły jedynie dzieci i starcy), później zmieniony na podatek od domu (a dokładniej od zagrody). Wprowadził także podatek handlowy i gruntowy, oraz monopole w dziedzinie handlu: winem, żelazem, solą i octem. Z podatków zwolnieni byli mnisi wszystkich religii poza tymi uprawiającymi ziemię. System Yelü nie obowiązywał w całych Chinach, gdyż spotkał się on ze znacznym oporem możnowładców mongolskich. Ze spisów ludności wynika, że objął on swoim zasięgiem trochę ponad połowę mieszkańców, podbitych przez Mongołów terytoriów chińskich (na łączną liczbę 1,8 miliona zagród podlegało mu 930 tysięcy). Poza usprawnieniem systemu podatkowego Yelü wspierał także rozwój oświaty chińskiej. Założył dwie szkoły, w Pekinie i Pingyang, oraz w 1236 roku Towarzystwo Historyczne. Wprowadził też egzaminy na urzędników w których mogli brać udział także niewolnicy w przypadku zdania egzaminu automatycznie uzyskiwali wolność (w wyniku pierwszego takiego egzaminu w 1237 roku wyzwolono ok. 1000 niewolników).

### Reformy obejmujące całe imperium mongolskie
W 1231 roku za radą Yelü Chucaia w całym imperium wprowadzono podatek pogłówny w wysokości od 1 do 500 dinarów (jego przeciętna wysokość to 70 dinarów) i handlowy w wysokości 1/30 wartości towarów (1/10 w wypadku towarów monopolowych wymienionych wyżej). Wbrew dotychczasowym regułom podatki mieli płacić także Mongołowie, miały to być podatki w naturze. w wypadku pasterzy 1% posiadanego bydła w wypadku rolników 10% zbiorów. Za radą Yelü zreformowano system poczty kurierskiej zakładając nowe stacje, magazyny żywności przy nich, i ograniczając przywileje możnych w korzystaniu z systemu. Nie znamy dokładnych danych na temat poczty z czasów Yelü Chucaia ale późniejsze informacje dają wyobrażenie o wielkości tego przedsięwzięcia za Kubilaja w samych Chinach istniało 1500 stacji kurierskich w których utrzymywano stale 40 tysięcy koni, dodatkowo na ich wyposażeniu było ok. 6000 łodzi. Stacje te obsługiwały przede wszystkim kurierów niosących rozkazy chańskie i korespondencję między możnymi, ale korzystali z nich także posłowie zagraniczni.

## Konflikty polityczne i upadek
Od początku swojej wielkiej działalności politycznej Yelü Chucai spotykał się z wrogością mongolskiej arystokracji wojskowej. Jego reformy w znacznym stopniu ograniczały jej dochody przekazując je do dyspozycji wielkiego chana. Yelü dążył też stale do ograniczenia administracji wojskowej na rzecz cywilnej. Wrodzy mu byli też kupcy ujgurscy dotychczas korzystający z przywilejów podatkowych a także dominujący (przed podbojem Chin) w administracji imperium. Pierwsze poważne starcie z przeciwnikami, nastąpiło na początku lat 30. XIII wieku, gdy najmłodszy z braci Czyngis-chana Otczigin, napisał do Ugedeja donos sugerujący, że Yelü Chucai działa w interesie podbitych narodów a przeciwko Mongołom. Ugedej zdecydowanie wsparł swego ministra. Uznał Otczigina za oszczercę i wydał go w ręce Yelü, który jednak wypuścił go bez jakiejkolwiek kary. Znaczny opór wywołało nałożenie podatków na Mongołów. Tu Ugedej nie chciał zająć jakiegokolwiek stanowiska i zdał sprawę na swego brata Czagataja strażnika Jasy, który poparł ograniczone podatki. W połowie lat 30. kompromisem zakończyło się starcie z dowódcami wojskowymi o zarząd nad Chinami (jak napisano wyżej podbite terytorium podzielono po połowie). W roku 1239 ponosi pierwszą znaczącą porażkę. Wbrew jego radom Ugedej wydzierżawił podatki chińskie, muzułmańskiemu kupcowi Abd ar-Rahmanowi. Yelü Pozostaje jednak szefem kancelarii i ministrem finansów imperium aż do śmierci Ugedeja w 1241 roku. za regencji Toregene popada w niełaskę. Stanowisko szefa kancelarii przejmuje ujgurski nestorianin Czinkaj a ministra finansów wspomniany już Abd ar-Rahman (później stracony za oszustwa finansowe). Utraciwszy wszelką władzę Yelü Chucai umiera w 1243 roku.
Yelü Chucai był ostatnią zarejestrowaną osobą, która potrafiła mówić w języku kitańskim oraz czytać i pisać pismo kitańskie.